# Release (альбом Pet Shop Boys)
Release (укр. Випуск) — восьмий студійний альбом британського поп-гурту Pet Shop Boys. За настроєм він нагадує інший альбом гурту — Behaviour. У записі альбому брав участь Джонні Марр, який співпрацював з Pet Shop Boys в 1990 році при записі альбому Behaviour. У Великій Британії альбом зайняв 7-ме місце.

## Список пісень
1. «Home and Dry» — 4:21
2. «I Get Along» — 5:50
3. «Birthday Boy» — 6:27
4. «London» — 3:47
5. «E-Mail» — 3:55
6. «The Samurai In Autumn» — 4:18
7. «Love Is Catastrophe» — 4:50
8. «Here» — 3:16
9. «The Night I Fell In Love» — 5:06
10. «You Choose» — 3:11

## Чарти

### Тижневі чарти
| Чарт (2002)                                        | Найвища позиція |
| -------------------------------------------------- | --------------- |
| Australian Albums (ARIA)                           | 62              |
| Австрія Austrian Albums (Ö3 Austria)               | 15              |
| Бельгія Belgian Albums (Ultratop Wallonia)         | 21              |
| Czech Albums (ČNS IFPI)                            | 19              |
| Данія Danish Albums (Hitlisten)                    | 9               |
| Нідерланди Dutch Albums (MegaCharts)               | 71              |
| European Albums (Music & Media)                    | 5               |
| Фінляндія Finnish Albums (Suomen virallinen lista) | 22              |
| Франція French Albums (SNEP)                       | 53              |
| Німеччина German Albums (Offizielle Top 100)       | 3               |
| Угорщина Hungarian Albums (MAHASZ)                 | 29              |
| Ірландія Irish Albums (IRMA)                       | 58              |
| Італія Italian Albums (FIMI)                       | 27              |
| Japanese Albums (Oricon)                           | 26              |
| Норвегія Norwegian Albums (VG-lista)               | 33              |
| Шотландія Scottish Albums (OCC)                    | 15              |
| Spanish Albums (AFYVE)                             | 16              |
| Швеція Swedish Albums (Sverigetopplistan)          | 12              |
| Швейцарія Swiss Albums (Schweizer Hitparade)       | 13              |
| Велика Британія UK Albums (OCC)                    | 7               |
| США Billboard 200                                  | 73              |
| США Dance/Electronic Albums (Billboard)            | 1               |

### Річні чарти
| Чарт (2002)                        | Позиція |
| ---------------------------------- | ------- |
| German Albums (Offizielle Top 100) | 94      |